# Эйстейн (король Дублина)
Эйстейн Олафссон (Ойстин мак Амлайб; убит в 875) — скандинавский король Дублина (873—875), сын и преемник дублинского короля Олафа Белого (умер 871/873). Эйстейн иногда отождествляется с Торстейном Рыжим, героев скандинавских саг.

## Биография
Один из двух сыновей дублинского короля Олафа I Белого, племянник Ивара, основателя династии Уи Имар (дом Ивара).
Впервые Ойстин упоминается в тексте «Война ирландцев против чужеземцев» (др.‑ирл. Cogad Gaedel re Gallaib) в 873 году, когда Барид мак Имар и неназванный сын Амлайба (Олафа) разоряют население Киаррайге. Этим сыном Амлайба, вероятно, был Ойстин. Даунхэм предполагал, что этот набег был предпринят в качестве демонстрации силы. Это произошло вскоре после смерти Имара, которого на дублинском престоле, вероятно, сменил Барит (Бард). Хотя Ойстин не назван в качестве короля в анналах, историки предполагают, что Ойстин и Барит стали соправителями после смерти Ивара.
В «Анналах Ульстера» сообщается, что в 875 году Ойстин, сын Амлайба, был убит Альбанном. Это единственное упоминание о Ойстине в качестве короля дублинских викингов.
Альбанн, как правило, идентичен Хальфдану Рагнарссону, сыну легендарного датского морского конунга Рагнара Лодброка. Некоторые исследователи считают, что Хальфдан был братом дублинских королей Амлайба (Олафа Белого), Ивара и Асла, и, следовательно, дядей Ойстина. «Англосаксонские хроники» называют Хальфдана и Ивара братьями. Если Хальфдан и Ойстин действительно были родственниками, то их конфликт можно объяснить борьбой за власть.

## Идентификация с Торстейном Рыжим
Некоторые историки предполагают, что Ойстин — это Торстейн Рыжий, герой скандинавских саг. Тем не менее, это проблематично, так как Торстейн умер в Шотландии после завоевания большей части страны, в то время как Ойстин был убит Хальфданом в Ирландии в 875 году. Кроме того, отец Ойстина Амлайб отождествляется с Олафом Белым, морским конунгом, который в сагах известен как отец Торстейна Рыжего. Существует также предположение, что Ойстин и Торстейн были братьями и сыновьями Олафа Белого.

## Семья
В «Анналах Ульстера» упоминается, что Амлайб Конунг был отцом Ойстина. Карлуш, брат Ойстина, упоминается в «Анналах четырёх мастеров».
Согласно сагам, Ауд Мудрая (834—900), дочь Кетиля Плосконосого, короля Мэна и Островов, была матерью Торстейна. Женой Торстейна была Турид, дочь Эйвинда Норвежца. От этого брака родились один сын, Олав Фейлан, и шесть дочерей: Гроа, Алов, Оск, Торхильд, Торгерд и Вигдис.